# Майкл Муркок
Майкл Джон Муркок (англ. Michael John Moorcock; нар. 18 грудня 1939, Мітчем, Велика Британія) — англійський письменник-фантаст, літературний критик та редактор. Лауреат премії «Гросмейстер фантастики» за заслуги перед жанром (2008).

## Життєпис
Народився в місті Мітчем, графство Саррі. Професійно займатися літературою почав у 18 років (перша публікація — повість «Соджан-мечоносець» у журналі «Tarzan Adventuries», травень 1957 р.) і відтоді займається лише письменницькою працею.
В 1964 р. очолював журнал «Нові світи» (New Worlds), діяльність якого наприкінці 1960-х призвела до формування «нової хвилі НФ» (до неї відносили себе, зокрема, Роджер Желязни, Роберт Сілверберг, Нормен Спінред, Томас Діш). Філософською основою їх творчості стала ідея існування нескінченної кількості світів, паралельних нашому (за Муркоком — інкарнацій). Саме ця ідея використана Муркоком у багатьох його творах, які входять в гігантський цикл з умовною назвою «Вічний воїн». Цикл цей складається з кількох серіалів, кожен з яких має свого головного героя й описує його інкарнацію (наприклад, романи про Елріка, романи про Хокмуна, Ерікезе, Корума, та інших персонажів). Сюжетні лінії майже всіх серіалів сходяться в шестикнижжі «Танцюристи на краю часу», написаному наприкінці 1970-х — початку 1980-х років.
Крім титанічної роботи над «Вічним воїном», Муркок відомий як автор детективних, гумористичних і публіцистичних книг, а також як музикант (виступав у рок-гуртах «Діп фікс» (Deep Fix) і «Hawkwind».

## Літературні премії
- премія Британської науково-фантастичної асоціації (British Fantasy Award)
- 1967 — Небюла за роман Behold the Man
- 1977 — приз газети «Гардіан» (Guardian Fiction Prize)

## Твори
- Замріяне місто (роман, 1961)
- Амулет божевільного бога (роман, 1968)